# درایس-بروک
درایس-بروک (به آلمانی: Dreis-Brück) یک شهر در آلمان است که در فولکانایفل واقع شده‌است. درایس-بروک ۹۳۰ نفر جمعیت دارد.